# 维里尼安
维里尼安（法語：Virignin，法語發音：[viʁiɲɛ̃]）是法国东部安省的一个市镇，属于贝莱区。

## 地理
维里尼安（45°43'2"N, 5°42'47"E）面积7.88 平方千米，位于法国奥弗涅-罗讷-阿尔卑斯大区安省，该省份为法国东部省份，北起汝拉省，西北接索恩-卢瓦尔省，西接罗讷省和里昂大都会，南至伊泽尔省，东与萨瓦省、上萨瓦省和瑞士接壤。
与维里尼安接壤的市镇（或旧市镇、城区）包括：贝莱、布朗斯、拉巴尔姆、耶讷、帕尔沃和纳塔日。

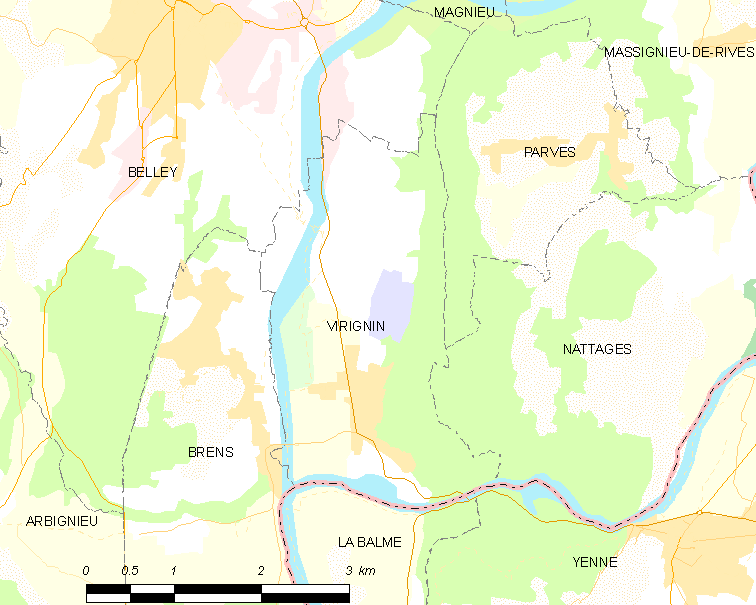
维里尼安的OSM定位图

维里尼安的时区为UTC+01:00、UTC+02:00（夏令时）。

## 行政
维里尼安的邮政编码为01300，INSEE市镇编码为01454。

## 政治
维里尼安所属的省级选区为贝莱县。

## 人口

1962-2008年间维里尼安人口变化图示

维里尼安于2022年1月1日时的人口数量为1122人。